# Missal
Missal est une municipalité brésilienne située dans l'État du Paraná.